# Tidjikdja
Tidjikja (en arabe : تجكجة ; Fort Coppolani à l'époque coloniale) est une des villes historiques de la Mauritanie sur le plateau du Tagant. C'est la capitale de la région de Tagant au centre de la Mauritanie.  
La ville possède un aéroport national. C'est une ville qui se distingue par son architecture (ksar) et ses oasis. 

## Histoire
La ville aurait été fondée vers 1660 [réf. nécessaire].  
La ville a été fondée par l'une des plus puissantes tribus en Mauritanie, les idewa'ali (en arabe ادوعلي) au XVIIe siècle [réf. nécessaire]. 
Elle a été la capitale de l'émirat du Tagant (Taganet/Taganit). 
Plusieurs savants et hommes politiques mauritaniens sont originaires de Tidikdja. C'est également ici qu'est mort l'administrateur colonial français Xavier Coppolani. 
Tidjikdja compte plus de cinq mille manuscrits abordant des sujets divers touchant à la jurisprudence islamique, la médecine, les sciences sociales, des manuscrits de grammaire arabe, de poésie, de l'ésotérique, de l'astrologie et de la mystique (interprétation des rêves). 
La ville est classée au patrimoine national des villes historiques de Mauritanie.

Vues historiques de Tidjikdja
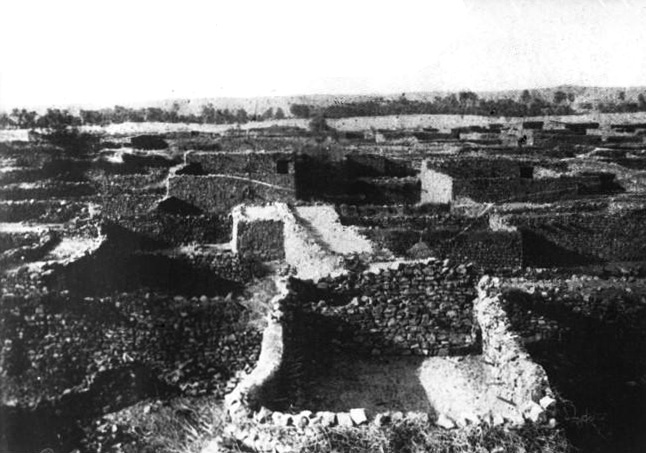
Vue prise du nord (vers 1908)
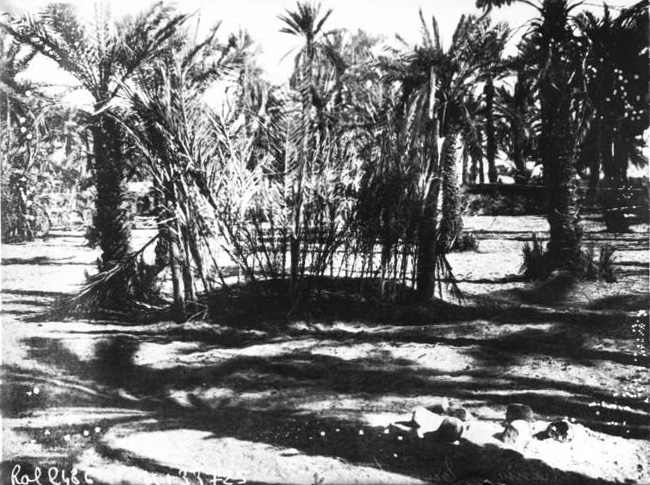
Tombe de Xavier Coppolani à Tidjikdja (1908)

## Population

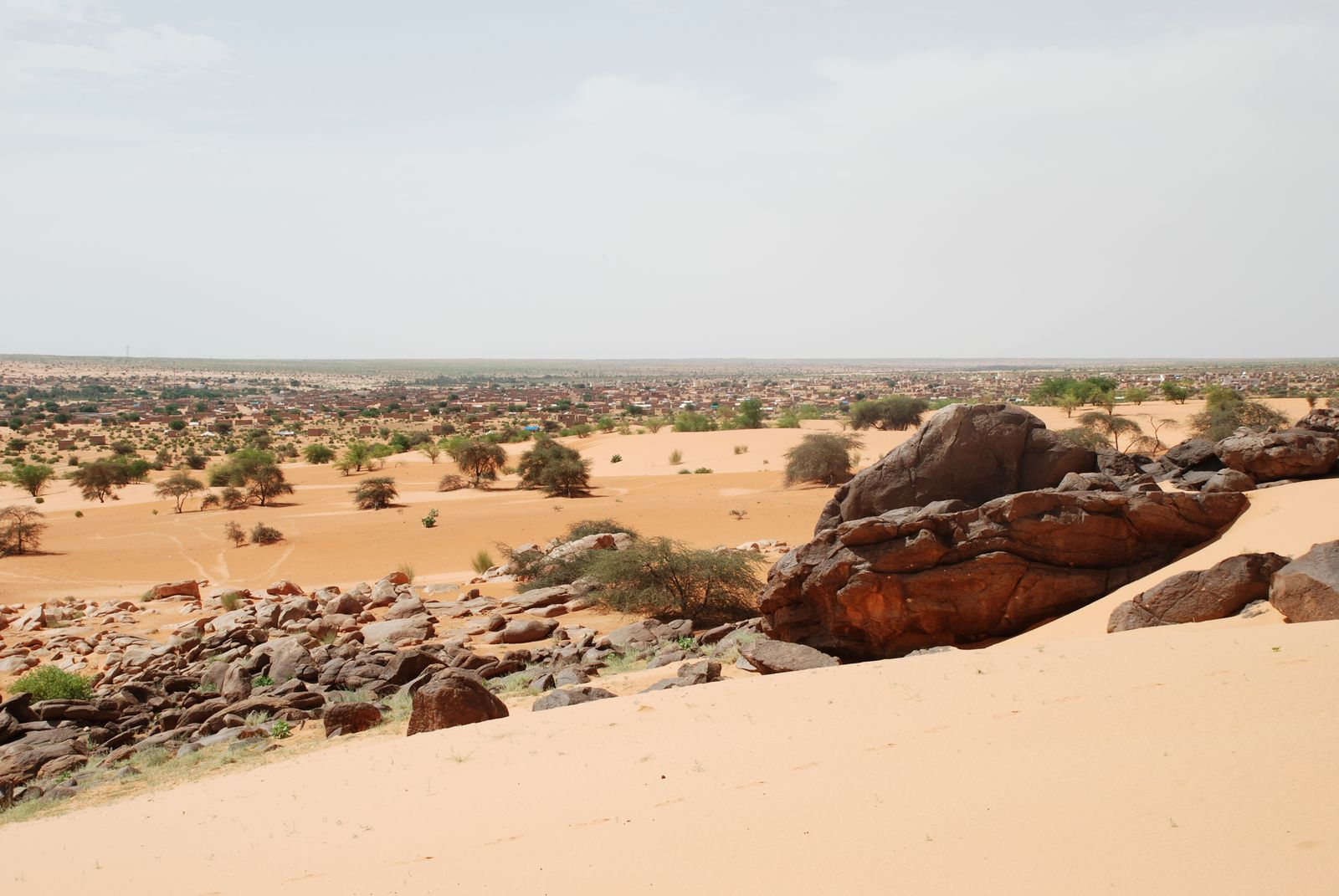
Environnement désertique

Lors du Recensement général de la population et de l'habitat (RGPH) de 2007, la région de Tagant comptait 73 532 habitants. 

## Relief
La ville se situe au centre de la Mauritanie dans un relief désertique. Le climat est souvent chaud la journée, mais le soir il fait frais . 

## Événements

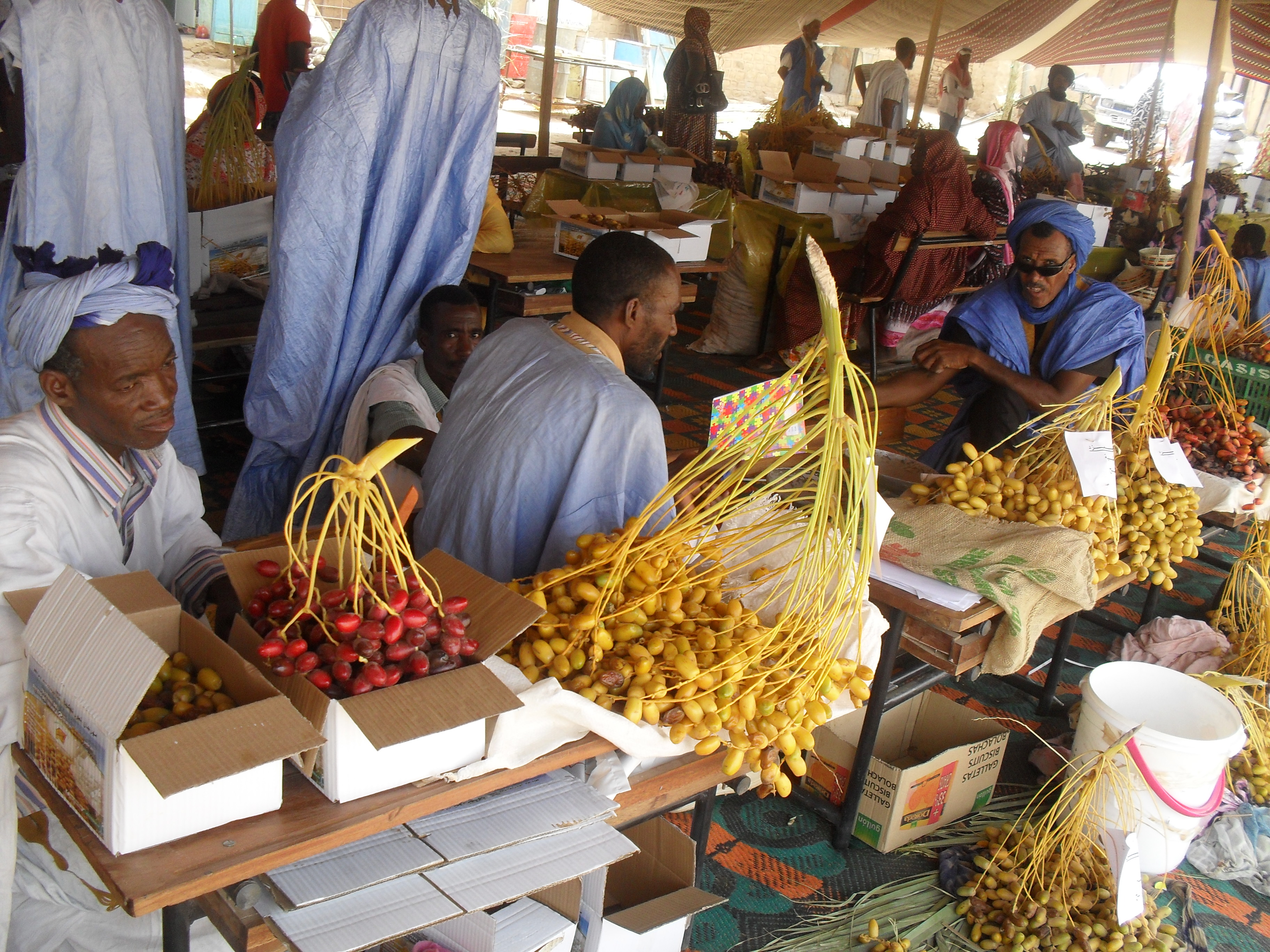
Le marché aux dattes

La ville accueille annuellement des centaines de touristes venus de toute la Mauritanie pour le Festival des dattes. Il est marqué par ses stands, concerts et soirées récréatives. Plusieurs tentes sont dressées dans la grande Bathaa de Tidjidkja dont chacune est réservée à une thématique liée à la vie oasienne (vulgarisation agricole, médecine traditionnelle des Ehel Maghary, exposition de dattes...). 
La ville est connue pour ses dattes.  
Une ONG dénommée 'Association pour la Sauvegarde de la Ghadima' (ASG) a été agréé par le ministère de l’Intérieur par arrêté n°230 MID du 30 août 2017, depuis elle travaille à la restauration du patrimoine et à la conservation du Ksar ancien.  

## Personnalités nées à Tidjikdja
- Mohamed Mahmoud Ould Ahmed Louly, ancien président de la république
- Mohamed Ould El Abed, homme politique
- Brahim Ould M’Barreck Ould Mohamed El Moctar, homme politique